# Холодне (Лозівський район)
Холо́дне —  село в Україні, у Близнюківській селищній громаді Лозівського району Харківської області. Населення становить 0 осіб. До 2020 орган місцевого самоврядування — Новоукраїнська сільська рада.
Останні декілька років у селі немає жодного мешканця.

## Географія
Село Холодне знаходиться за 2,5 км від села Новоукраїнка. В селі є невеликий ставок.

## Історія
- 1900 - дата заснування.
- 12 червня 2020 року, відповідно до Розпорядження Кабінету Міністрів України № 725-р «Про визначення адміністративних центрів та затвердження територій територіальних громад Харківської області», увійшло до складу Близнюківської селищної громади.[1]
- 19 липня 2020 року, в результаті адміністративно-територіальної реформи та ліквідації Близнюківського району, увійшло до складу Лозівського району Харківської області.[2]

## Економіка
- В селі є вівце-товарна ферма.